# Krzewiny (osada w województwie kujawsko-pomorskim)
Krzewiny – osada kociewska w Polsce położona w województwie kujawsko-pomorskim, w powiecie świeckim, w gminie Warlubie. Wieś sąsiaduje z jeziorem Radodzierz.
W latach 1975–1998 miejscowość administracyjnie należała do województwa bydgoskiego. Według Narodowego Spisu Powszechnego (III 2011 r.) liczyła 49 mieszkańców. Jest piętnastą co do wielkości miejscowością gminy Warlubie.